# Collège des Quatre-Nations

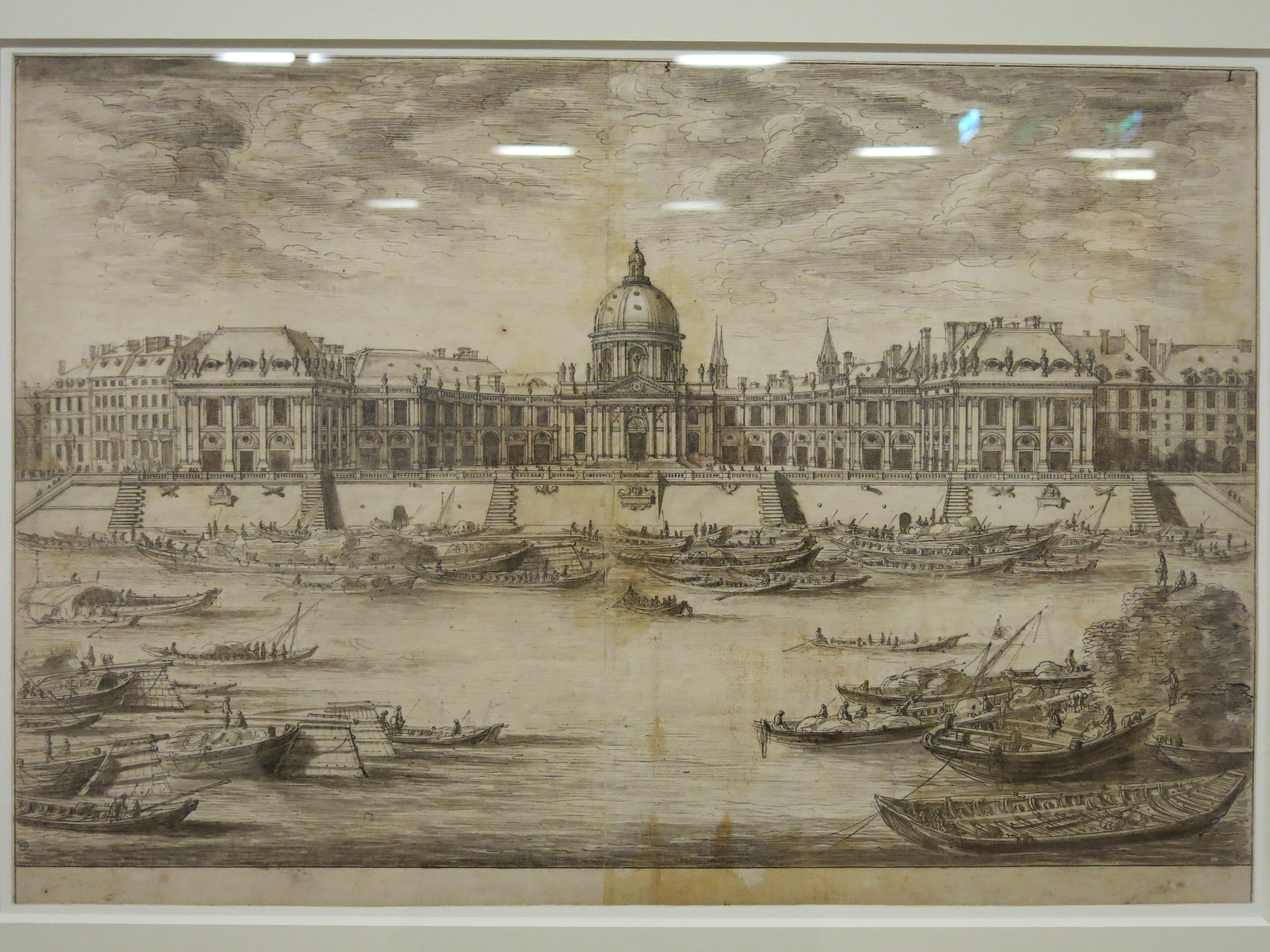
Collège des Quatre-Nations. Gravura de Israel Silvestre, ca. 1670.

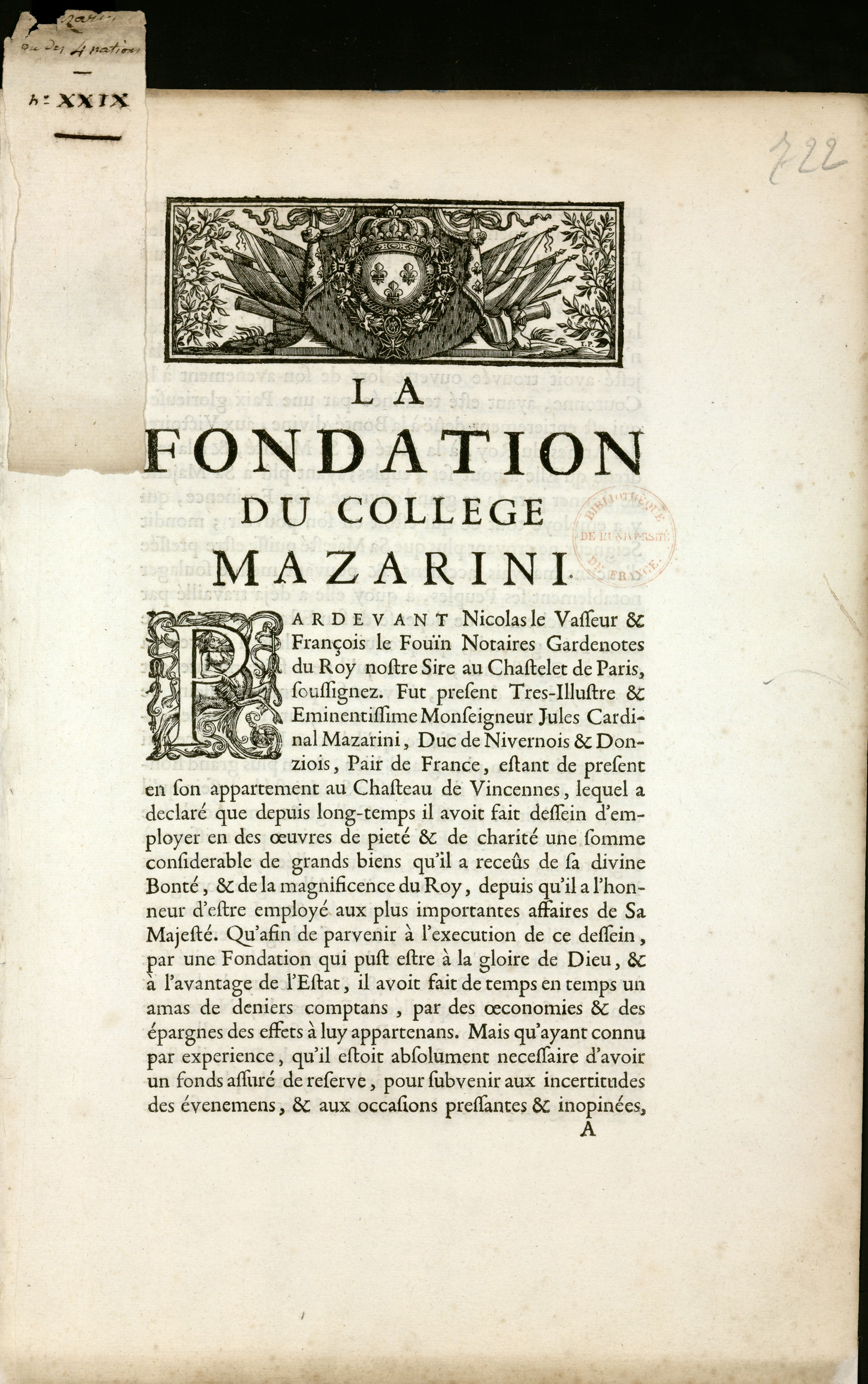
Collège des Quatre-Nations (cunoscut anterior sub numele de Collège Mazarin): fundație și statut. Tipărit, secolul al XVII-lea (Bibliothèque de la Sorbonne, NuBIS)

Collège des Quatre-Nations („Colegiul celor patru națiuni”), cunoscut și sub numele de Collège Mazarin după fondatorul său, a fost unul dintre colegiile istorice ale Universității din Paris. A fost fondat printr-un legat de cardinalul Mazarin. La moartea sa, în 1661, și-a lăsat moștenirea bibliotecii sale, Bibliothèque Mazarine, pe care o deschisese cărturarilor din 1643, către Collège des Quatre-Nations.